# Capsicum tovarii
Capsicum tovarii är en potatisväxtart som beskrevs av W.H. Eshbaugh, P.G. Smith och D.L. Nickrent. Capsicum tovarii ingår i släktet spanskpepparsläktet, och familjen potatisväxter. Inga underarter finns listade i Catalogue of Life.